# Albrecht III Achilles
Albrecht Achilles (ur. 9 listopada 1414 w Tangermünde, zm. 11 marca 1486 we Frankfurcie nad Menem) – syn Fryderyka I, następca Fryderyka II Żelaznego, markgraf Ansbach i Kulmbach (jako Albrecht I), elektor Brandenburgii w latach 1471–1486 z dynastii Hohenzollernów (jako Albrecht III).
Toczył długotrwałą wojnę o sukcesję głogowską na Śląsku z księciem Janem II Szalonym. W 1482 zdobył ziemię krośnieńską, Krosno, Lubsko i Sulechów. Utrzymał zwierzchnictwo nad Pomorzem Zachodnim (pokój w Prenzlau 1479). Był stronnikiem cesarza Fryderyka III w jego walce z baronami Rzeszy. Toczył wojnę z Ludwikiem IX Bogatym z Bawarii o tereny naddunajskie (była to tzw. wojna bawarska lat 1459–1463)
W 1473 roku ogłosił dekret Dispositio Achillea, który gwarantował niepodzielność Brandenburgii i utrzymanie jej w rękach głównej linii Hohenzollernów. Jednocześnie wydzielił dwa margrabstwa: Ansbach i Bayreuth dla bocznych gałęzi rodu. Decyzja ta, mimo że oddzielała Brandenburgię od pozostałych domen rodu, wzmocniła wyraźnie jej status. Zasadę tę potwierdził i umocnił prawnie Geraische Hausvertrag z 11 czerwca 1603 roku.

## Małżeństwa i potomstwo
Albrecht Achilles był dwukrotnie żonaty. 12 listopada 1446 poślubił Małgorzatę, córkę Jakuba I, margrabiego badeńskiego i Katarzyny lotaryńskiej. Owdowiał 24 października 1457 roku. W 1458 roku poślubił Annę, córkę Fryderyka II, elektora saskiego, i Małgorzaty Habsburżanki.
Z pierwszego małżeństwa Albrechta pochodzili:
- Wolfgang, ur. 1450, zm. 13 kwietnia 1450,
- Urszula, ur. 25 września 1450, zm. 25 listopada 1508, od 9 lutego 1467 żona Henryka I Starszego z Podiebradów,
- Elżbieta, ur. 29 listopada 1451, zm. 28 marca 1524, od 1467 żona Eberharda II, księcia wirtemberskiego,
- Małgorzata, ur. 18 kwietnia 1453, zm. 27 kwietnia 1509, opatka,
- Jan Cicero, ur. 2 sierpnia 1455, zm. 9 stycznia 1499, elektor brandenburski,
- Fryderyk, zm. młodo.

Z drugiego małżeństwa Albrechta pochodzili:
- Fryderyk, ur. 8 maja 1460, zm. 4 kwietnia 1536, margrabia na Ansbach i Bayreuth,
- Amalia, ur. 1 października 1461, zm. 3 września 1481, od 1478 żona Kacpra Wittelsbacha księcia Zweibrücken
- Anna, ur. 1462, zm. 1462 lub 1463,
- Barbara, ur. 30 maja 1464, zm. 1515,
- Albrecht, ur. 5 marca 1466, zm. listopad 1466,
- Sybilla, ur. 31 maja 1467, zm. 9 lipca 1524, żona Wilhelma, księcia Jülich i Bergu,
- Zygmunt, ur. 27 września 1468, zm. 26 lutego 1495, margrabia na Bayreuth,
- Albrecht, ur. 16 lipca 1470, zm. 12 sierpnia 1470,
- Dorota, ur. 1471, zm. 13 lutego 1520, opatka,
- Jerzy, ur. 30 grudnia 1472, zm. 5 grudnia 1476
- Elżbieta, ur. 8 kwietnia 1474, zm. 1507,
- Magdalena, ur. 29 lipca 1476, zm. przed 4 lutego 1480,
- Anastazja, ur. 14 marca 1478, zm. 4 lipca 1534.